# Phymateus
A Phymateus a rovarok (Insecta) osztályának egyenesszárnyúak (Orthoptera) rendjébe, ezen belül a Pyrgomorphidae családjába tartozó nem.

## Tudnivalók
A Phymateus-fajok előfordulási területe főként Afrika déli, középső és keleti részei; azonban ez a rovarnem Szomálián és Madagaszkáron keresztül Indiában is fellelhető. Ezek a rovarok körülbelül 7 centiméter hosszúak is lehetnek. Mivel mérgező növényekkel táplálkoznak, ha veszélyben érzik magukat, akkor kellemetlen nedvet bocsátanak ki magukból. Amikor az élőhelyeikről elfogy a táplálék, nagy vándorutakat tesznek meg.

## Rendszerezés
A nembe az alábbi 13 faj tartozik (meglehet, hogy a lista hiányos):
- Phymateus aegrotus (Gerstäcker, 1869)
- Phymateus baccatus (Stål, 1876)
- Phymateus bolivari Kirby, W.F., 1910
- Phymateus cinctus (Fabricius, 1793)
- Phymateus iris Bolivar, I., 1881
- Phymateus karschi Bolivar, I., 1904
- Phymateus leprosus (Fabricius, 1793)
- Phymateus madagassus Karsch, 1888
- Phymateus morbillosus (Linnaeus, 1758) - típusfaj[4]
- Phymateus pulcherrimus (I. Bolívar, 1904)
- Phymateus purpurascens (Karsch, 1896)
- Phymateus saxosus (Coquerel, 1862)
- Phymateus viridipes Stål, 1873[5]

## Fordítás
- Ez a szócikk részben vagy egészben  a   Phymateus című angol Wikipédia-szócikk ezen változatának fordításán alapul.  Az eredeti cikk szerkesztőit annak laptörténete sorolja fel. Ez a jelzés csupán a megfogalmazás eredetét és a szerzői jogokat jelzi, nem szolgál a cikkben szereplő információk forrásmegjelöléseként.